# Zeliomima chaetosa
Zeliomima chaetosa là một loài ruồi trong họ Tachinidae.